# Ecorregión terrestre puna seca de los Andes centrales
La ecorregión terrestre puna seca de los andes centrales, también llamada puna seca o puna desértica (en  inglés Central Andean dry puna) (NT1001), es una georregión ecológica situada en las mesetas altiplánicas del centro-oeste de América del Sur. Se la incluye entre los pastizales y matorrales de montaña del neotrópico de la ecozona Neotropical.

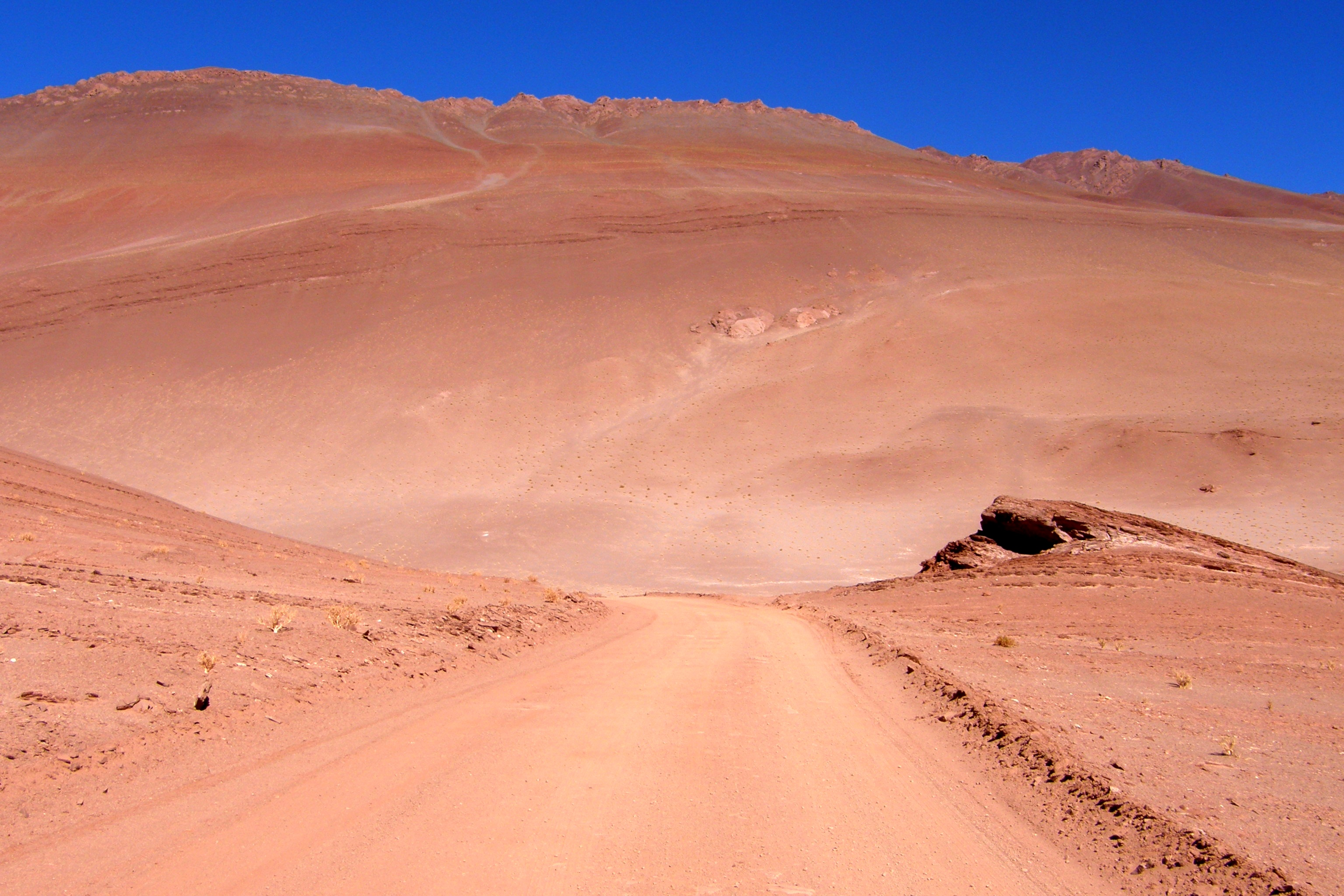
La sierra de Calaste, cerca de Tolar Grande, departamento de Los Andes, provincia de Salta, Argentina; paisaje característico de esta ecorregión.

## Distribución

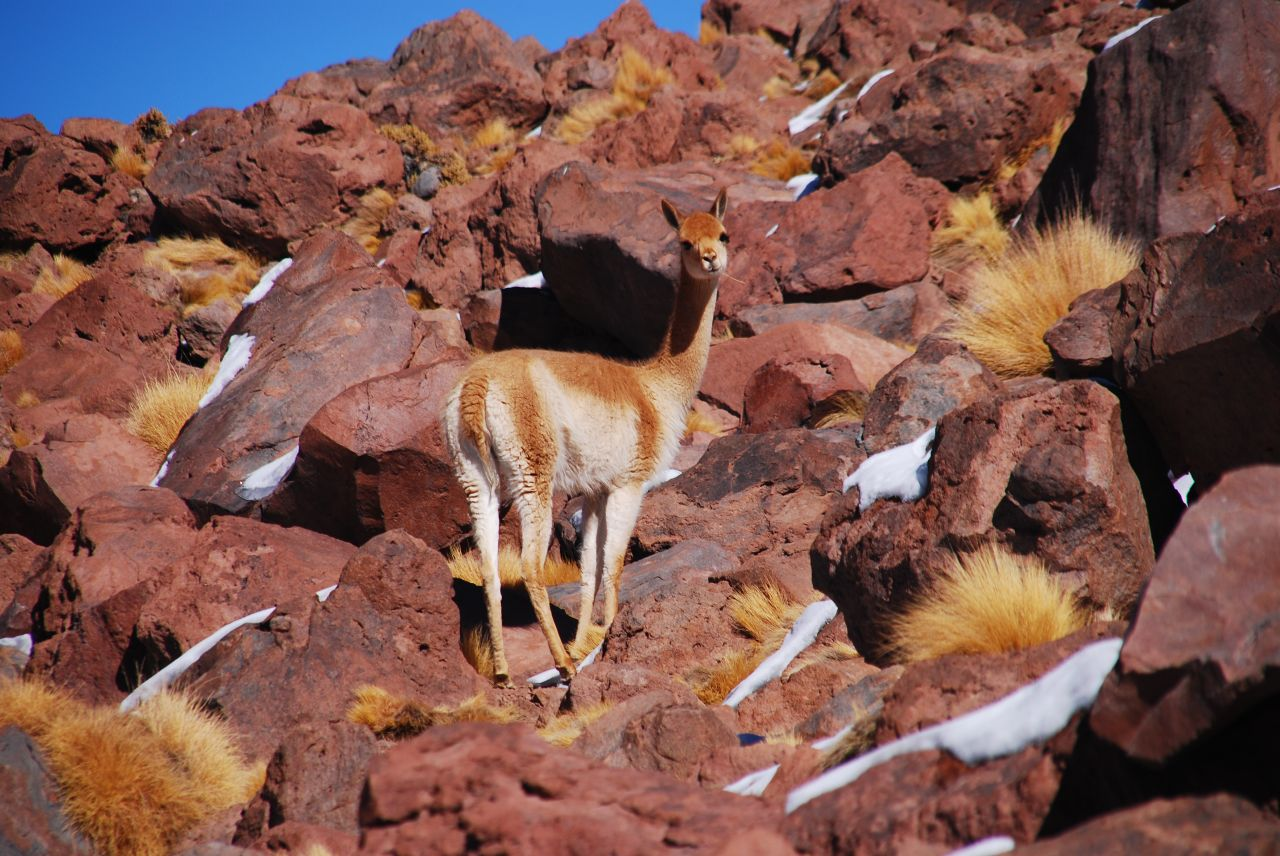
Vicuña austral (Vicugna vicugna vicugna) a una altitud de 3950, al pie del volcán Caichinque, en la Región de Antofagasta, Chile; taxón cumún en esta ecorregión.

Esta ecorregión es una extensa región altiplánica situada al sur del lago Titicaca, que cubre, por sobre los 3500 m s. n. m., desde el sudoeste de Bolivia, y el noreste de Chile hasta el noroeste de la Argentina, en las provincias de: Jujuy, Salta, Tucumán, Catamarca, La Rioja, y San Juan, llegando para algunos especialistas también al noroeste de Mendoza.

## Características geográficas
El Fondo Mundial para la Naturaleza (WWF) subdivide a la puna en tres ecorregiones, siendo esta una de ellas.
Esta ecorregión se distingue de otros tipos de puna por su precipitación anual, o la falta de precipitaciones, pues recibe menos de 400 mm de lluvia al año, y es muy estacional, con una estación seca prolongada por más de ocho meses. Su flora y fauna está muy adaptada a las temperaturas extremas y elevada altitud.  
Se distinguen dos subecorregiones, puna seca, con precipitaciones anuales que suman entre 100 y 400 mm, y la puna desértica, con lluvias que suman menos de 100 mm.

## Características biológicas

### Flora
Fitogeográficamente,  esta ecorregión pertenece al distrito fitogeográfico de la Puna seca de la provincia fitogeográfica puneña, una de las secciones en que se divide el dominio fitogeográfico andino-patagónico.

### Fauna
Mamíferos
Entre los representantes mastofaunísticos que habitan en esta ecorregión terrestre destacan los roedores, el puma (Puma concolor), el zorro colorado andino (Lycalopex culpaeus andinus), etc.
Aves
Entre las aves de esta ecorregión destacan el cóndor (Vultur gryphus), las dormilonas (Muscisaxicola), comosebos o yales (Phrygilus), agachonas (Thinocorus), las monteritas (Poospiza), las palomitas cordilleranas (Metriopelia), el picaflores andinos (Oreotrochilus), las camineras (Geositta), etc. Entre los endemismos está el ñandú de la puna chilena (Rhea pennata tarapacensis).